# Campeonato de España de Ciclismo en Ruta 1987
El LXXXVI Campeonato de España de Ciclismo en Ruta se disputó en Vera de Bidasoa (Navarra) el 26 de junio de 1987 sobre 234 kilómetros de recorrido. Pese a que había 136 preinscritos, solamente participaron 116 corredores de los que 86 terminaron el recorrido.
Tras cinco horas de carrera, Juan Carlos González Salvador se impuso al ganar el sprint final frente a Alfonso Gutiérrez, plata, y a Manuel Jorge Domínguez, bronce; consiguiendo así su primer maillot rojigualda.

## Clasificación
| \| 1. \| \| Juan Carlos González Salvador \| Kas \| 5h 11' 23" \| \| 2. \| \| Alfonso Gutiérrez \| Teka \| m.t. \| \| 3. \| \| Manuel Jorge Domínguez \| BH \| m.t. \| \| 4. \| \| Jesús Suárez \| Zahor \| m.t. \| \| 5. \| \| Antonio Esparza \| Caja Rural-Orbea \| m.t. \| \| 6. \| \| Juan Fernández \| Zahor \| m.t. \| \| 7. \| \| José Enrique Carrera \| Reynolds \| m.t. \| \| 8. \| \| Iñaki Gastón \| Kas \| m.t. \| \| 9. \| \| Manuel Carrera \| Zahor \| m.t. \| \| 10. \| \| Herminio Díaz Zabala \| Reynolds \| m.t. \| |  |                               |                  |            |
| 1. |  | Juan Carlos González Salvador | Kas              | 5h 11' 23" |
| 2. |  | Alfonso Gutiérrez             | Teka             | m.t.       |
| 3. |  | Manuel Jorge Domínguez        | BH               | m.t.       |
| 4. |  | Jesús Suárez                  | Zahor            | m.t.       |
| 5. |  | Antonio Esparza               | Caja Rural-Orbea | m.t.       |
| 6. |  | Juan Fernández                | Zahor            | m.t.       |
| 7. |  | José Enrique Carrera          | Reynolds         | m.t.       |
| 8. |  | Iñaki Gastón                  | Kas              | m.t.       |
| 9. |  | Manuel Carrera                | Zahor            | m.t.       |
| 10. |  | Herminio Díaz Zabala          | Reynolds         | m.t.       |